# Rosengården
Rosengården er en gågade i Indre By i København, der går fra Kultorvet i øst til Fiolstræde i vest. Navnet kendes fra 1496, hvor det bruges om et ubebygget område mellem Krystalgade og Nørrevold. En mulig forklaring på navnet kan være, at der har vokset roser her. En anden mulighed er, at adelsmanden Jens Rosengaard havde sin gård her.

## Bygninger og beboere
Nr. 5, 6, 7 og 13 er fredede. Nr. 5 og 7 blev opført i 1844-1845 for sadelmagermester J.C. Culmsee. Nr. 6 blev opført i 1810-1811 for tømrermester Henrik Thyberg. Nr. 13 blev opført i 1850 for brændevinsbrænder N.P. Cadovius. Han havde i forvejen fået opført nabohuset i nr. 11 i 1840-1841.
Nr. 3 er lidt speciel. Den femetages bolig- og erhvervsejendom blev opført i 2004 efter tegninger af Cubus Arkitektfirma I/S, men den er udført med en muret gulfiltset facade, der stort set svarer til de 150-200 år ældre nabobygninger.
Nr. 12-14 er den fireetages ejendom Tvermosegård, der blev opført i 1905 efter tegninger af Ole Boye og Thorvald Jørgensen i 1905. Den erstattede en ældre ejendom af samme navn, hvor der havde været gæstgivergård. Desuden holdt en fragtmand Frølund til her, hvilket forfatteren Arthur Abrahams har beskrevet i sine barndomserindringer. Den nye bygning kom til gengæld til at huse Københavns Tjenestepigeskole, som Marie Christensen oprettede her i 1906. Skolen blev omdannet til en selvejende institution og flyttet til Fensmarkgade 65-67 i 1926.
Illustratoren og bladtegneren P.C. Klæstrup boede i nr. 9 i 1866 og fra 1878 til 1882. I 1958 blev der opsat en mindeplade på bygningen med et portrætrelief af ham og et relief med hans karikaturtegning af Søren Kierkegaard.